# الاغباري (المسيمير)

تعديل مصدري - تعديل

الاغباري هي إحدى قرى عزلة المسيمير بمديرية المسيمير التابعة لمحافظة لحج، بلغ تعداد سكانها 135 نسمة حسب تعداد اليمن لعام 2004.